# ISA Lille
Die ISA Lille (ehemals Institut supérieur d'agriculture de Lille) ist eine französische Ingenieurhochschule, die 1963 gegründet wurde.
Es besteht aus einer auf Agrartechnik spezialisierten Institution, die vom französischen Landwirtschaftsministerium beauftragt wurde. Er wurde 1963 auf Antrag landwirtschaftlicher Berufsverbände gegründet.
Die ISA Lille ist eine staatlich anerkannte private Hochschule von allgemeinem Interesse mit Sitz in Lille. Die Schule ist Mitglied der Conférence des grandes écoles (CGE).

## Berühmte Absolventen
- Jean-Paul Delevoye (* 1947), ein französischer Politiker (RPR, UMP, LREM)